# Bourgueticrínides
Els bourgueticrínides (Bourgueticrinida) són un ordre crinoïdeus articulats que normalment viuen en aigües oceàniques profundes. Els membres d'aquest ordre estan units al fons marí per una tija esvelta.
Mentre que altres grups de crinoïdeus van florir durant el Permià, els bourgueticrinides, juntament amb altres ordres actuals, no van aparèixer fins al Triàsic, després d'un esdeveniment d'extinció massiva en el qual gairebé tots els crinoïdeus van desaparèixer.

## Taxonomia
L'ordre Bourgueticrinida inclou una seixantena d'espècies actuals, repartides en quatre famílies:
- Família Bathycrinidae Bather, 1899
- Família Bourgueticrinidae de Loriol, 1882
- Família Phrynocrinidae A. H. Clark, 1907
- Família Rhizocrinidae Jaekel, 1894